# ریجنال اکسپرس هلدینگ

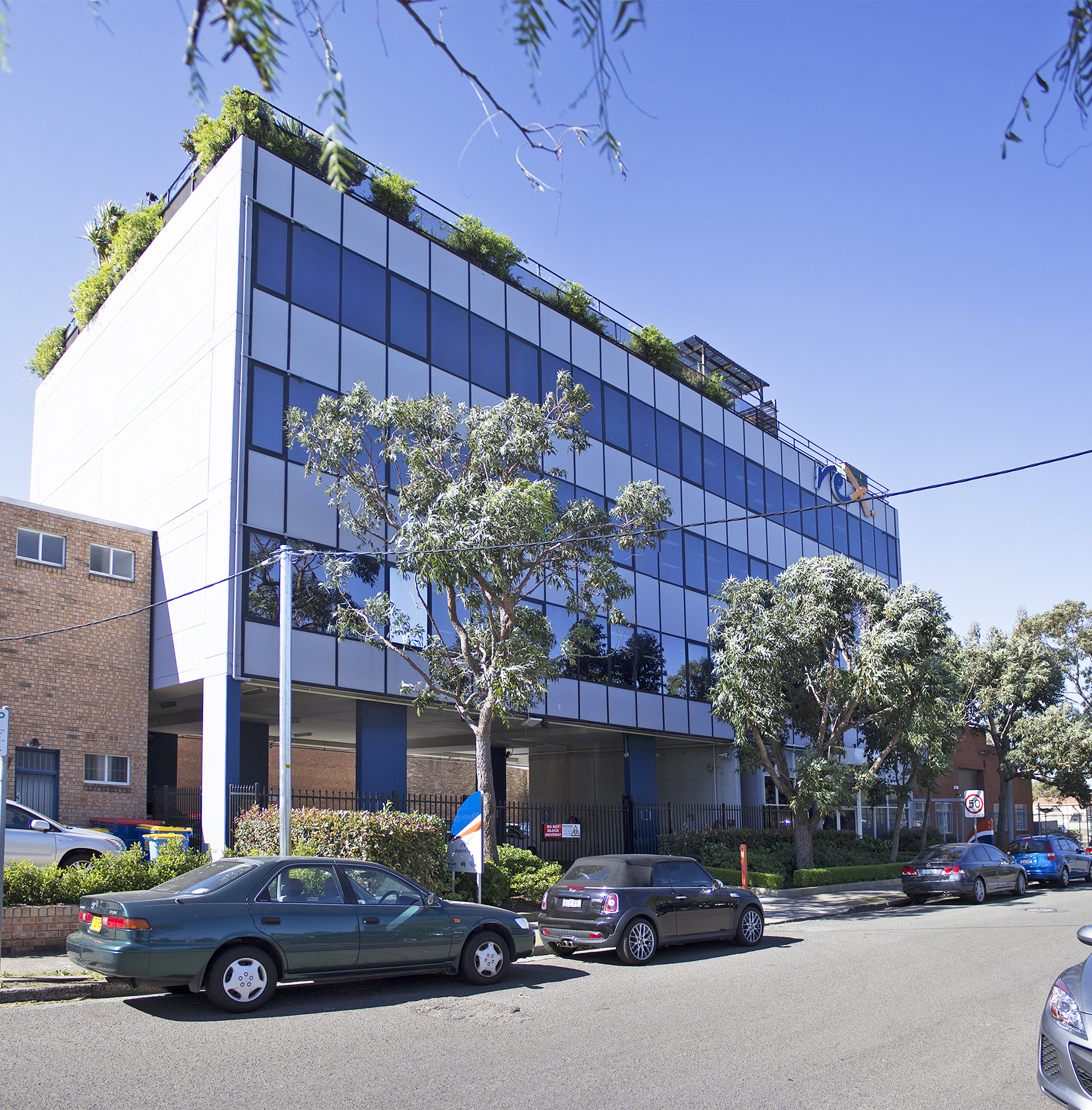
محل شرکت ریجنال اکسپرس هلدینگ

ریجنال اکسپرس هلدینگ (انگلیسی: Regional Express Holdings) شرکت هلدینگ هواپیمایی استرالیایی است، که در سال ۲۰۰۲ تأسیس شد.